# جناس مقرون
جناس مقرون یا جناس متشابه در آرایه‌های ادبی از انواع جناس است که در آن دو طرف به صورت لفظی و نوشتاری متجانس، و مرکب باشند.
میان «وفا» و «وَ فا» جناس مرکب مقرون وجود دارد، زیرا یکی از متجانسین ترکیبی از دو کلمه «وَ» + «فا» است.